# 木紋渦螺
木紋渦螺（学名：Fulgoraria humerosa）为渦螺科閃電渦螺屬下的一个种。